# James Collinson

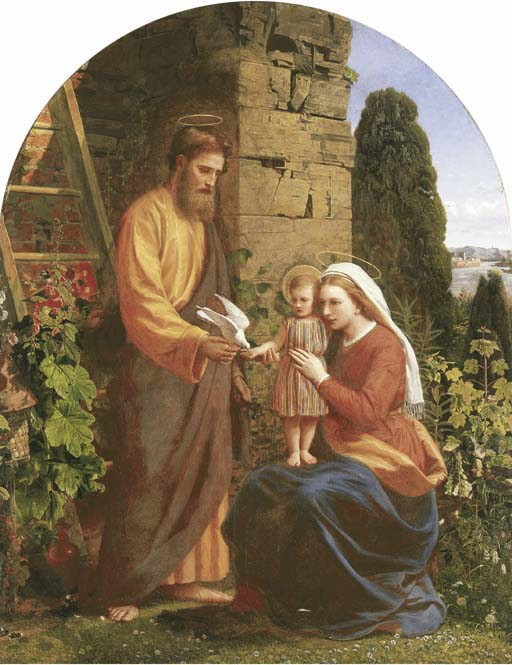
Święta rodzina, 1878

James Collinson (ur. 9 maja 1825 w Mansfield, zm. 24 stycznia 1881 w Camberwell) – angielski malarz, w latach 1848–1850 członek Bractwa Prerafaelitów.
Zrezygnował ze sztuki w 1850, gdy zdecydował się zostać katolickim księdzem. Od 1854 zaczął ponownie malować, tworzył najczęściej sentymentalne sceny rodzajowe. Jego najbardziej znanym obrazem jest namalowana w dwóch wersjach Pusta portmonetka z 1857 roku, obecnie w Tate Britain i Graves Art Gallery w Sheffield.